# Кубок Словенії з футболу 1993—1994
Кубок Словенії з футболу 1993–1994 — 3-й розіграш кубкового футбольного турніру в Словенії. Титул вдруге здобув Браник (Марибор).

## 1/16 фіналу
| Команда 1            | Рахунок      | Команда 2         |
| -------------------- | ------------ | ----------------- |
| Драва (Птуй)         | 1:8          | Ізола             |
| Браник (Марибор)     | 2:0          | Любляна           |
| Желєзнічар (Марибор) | 1:2          | Стеклар           |
| Раче                 | 2:2 пен. 3:4 | Ядран Декані      |
| Алюміній             | 2:2 пен. 2:4 | Рудар (Трбовлє)   |
| Дравоград            | 1:4          | Рудар (Веленє)    |
| Горичанка            | 1:2          | Слован (Любляна)  |
| Турнище              | 0:1          | Шмартно (Любляна) |
| Публікум (Целє)      | 2:0          | Примор'є          |
| Бельтинці            | 3:0          | Свобода (Любляна) |
| Лесце                | 0:2          | Мура              |
| Загор'є              | 2:2 пен. 3:2 | Нафта (Лендава)   |
| Єсеніце              | -:+          | Вержей            |
| Крка                 | 2:1          | Шмартно-об-Пакі   |
| Гориця               | 2:4          | Олімпія (Любляна) |
| Накло                | 3:2          | Копер             |

## 1/8 фіналу
| Команда 1         | Рахунок      | Команда 2         |
| ----------------- | ------------ | ----------------- |
| Вержей            | 0:2          | Олімпія (Любляна) |
| Мура              | 2:0          | Публікум (Целє)   |
| Шмартно (Любляна) | 0:4          | Крка              |
| Рудар (Веленє)    | 1:3          | Браник (Марибор)  |
| Рудар (Трбовлє)   | 2:0          | Ядран Декані      |
| Слован (Любляна)  | 1:4          | Накло             |
| Стеклар           | 2:1          | Загор'є           |
| Ізола             | 1:1 пен. 2:4 | Бельтинці         |

## 1/4 фіналу
| Команда 1         | Заг.         | Команда 2        | 1-й матч | 2-й матч |
| ----------------- | ------------ | ---------------- | -------- | -------- |
| Олімпія (Любляна) | 1:0          | Накло            | 1:0      | 0:0      |
| Стеклар           | 1:1 пен. 3:5 | Крка             | 1:0      | 0:1      |
| Рудар (Трбовлє)   | 1:3          | Мура             | 0:1      | 1:2      |
| Бельтинці         | 3:8          | Браник (Марибор) | 2:4      | 1:4      |

## 1/2 фіналу
| Команда 1         | Заг. | Команда 2 | 1-й матч | 2-й матч |
| ----------------- | ---- | --------- | -------- | -------- |
| Браник (Марибор)  | 6:0  | Крка      | 1:0      | 5:0      |
| Олімпія (Любляна) | 1:3  | Мура      | 1:2      | 0:1      |

## Фінал
| Команда 1        | Заг. | Команда 2        | 1-й матч | 2-й матч |
| ---------------- | ---- | ---------------- | -------- | -------- |
| 8/15 червня 1994 |      |                  |          |          |
| Мура             | 1:2  | Браник (Марибор) | 1:0      | 1:3      |

## Перший матч
| 8 червня 1994 |

| Мура      | 1:0 | Браник (Марибор) |
| --------- | --- | ---------------- |
| Кокол 20' |     |                  |

| Фазанерія, Мурська Собота Глядачів: 6 000 Арбітр: Штефан Тівольд |

## Повторний матч
| 15 червня 1994 |

| Браник (Марибор)                     | 3:1 | Мура      |
| ------------------------------------ | --- | --------- |
| Бінковський 27' Станич 53' Бозго 67' |     | Белец 80' |

| Людські врт, Марибор Глядачів: 10 000 Арбітр: Милан Митрович |